# Bāgh-e Eram

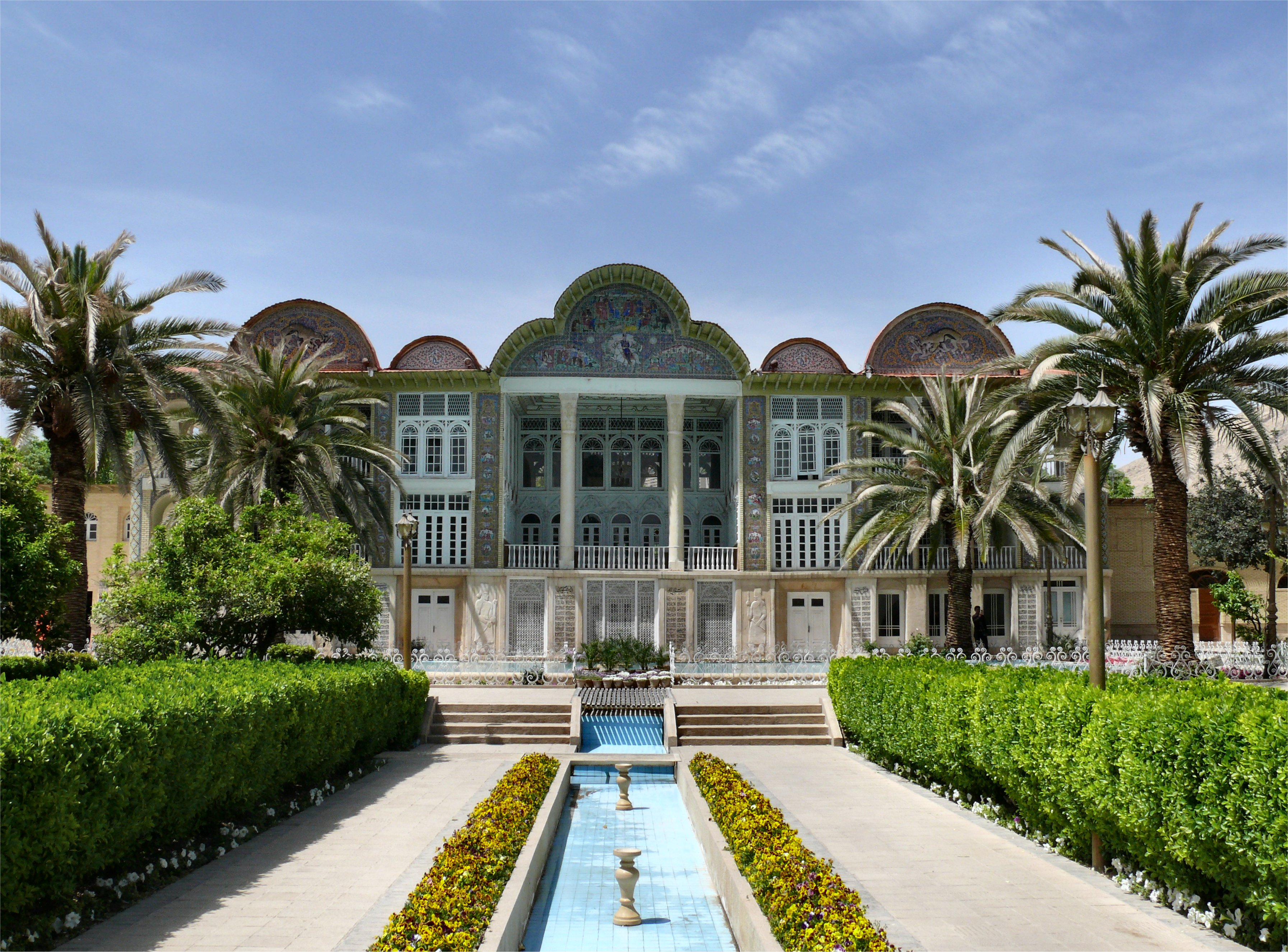
Bagh-e Eram mit Kadscharen-Palast aus dem 19. Jahrhundert

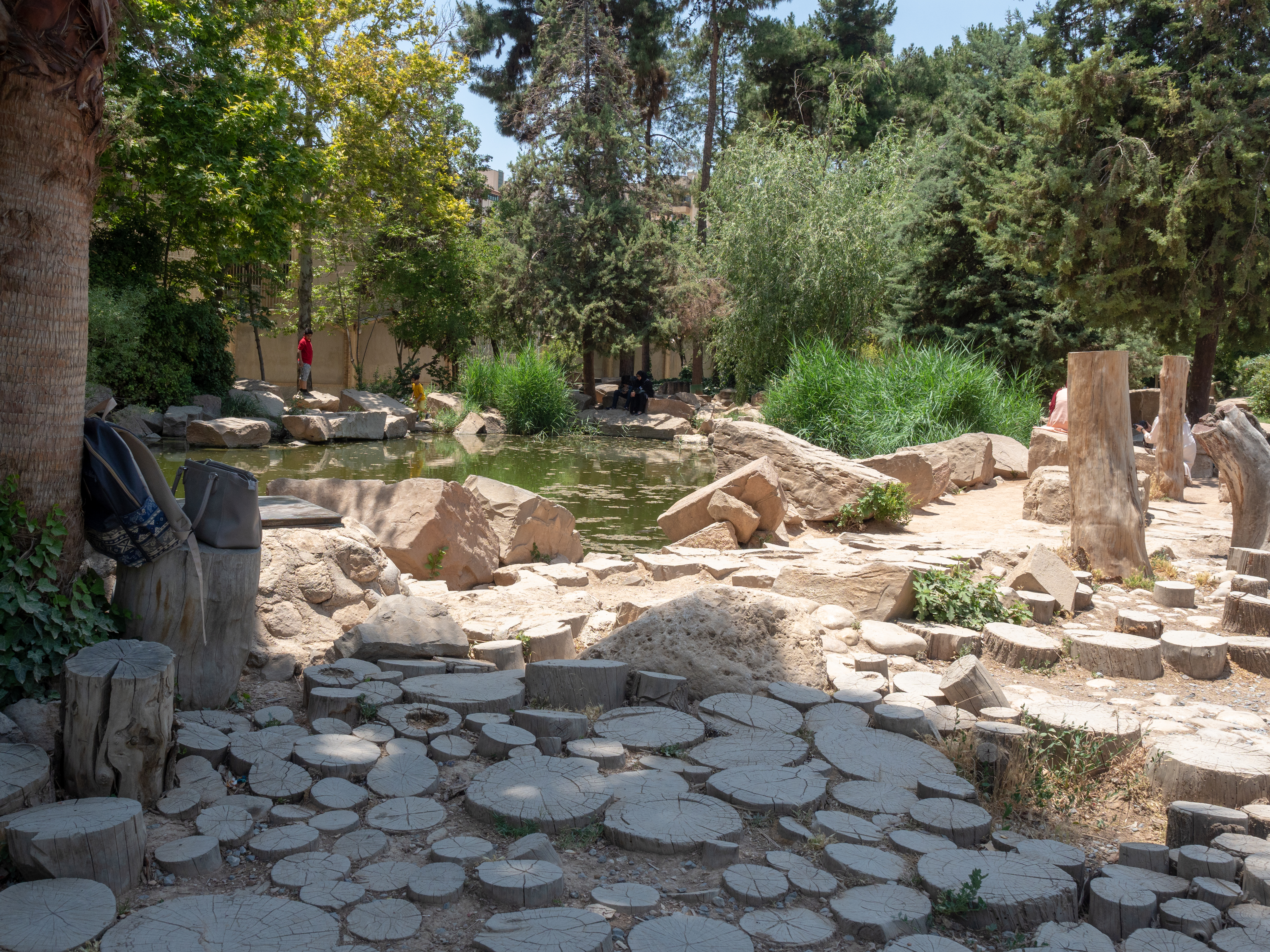
Steinpark

Der Bāgh-e Eram oder Eram-Garten (persisch باغ ارم, ‚Paradiesgarten‘) ist ein Botanischer Garten im iranischen Schiras. Der Eram-Garten zählt wegen seiner Schönheit, der Größe und seines Alters zu den bekanntesten Gärten der Stadt.
Die Geschichte des Eram-Gartens reicht bis in die Zeit der Seldschuken zurück (1038–1194). Dschani Chān, Mitglied des Stammes der Kaschgai, erbaute während der Zand-Dynastie ein Gebäude im Garten. Anschließend wurde der Garten an Naser al Molk verkauft. Der in der heutigen Form noch existierende Pavillon wurde von Mohammad Hassan entworfen und erbaut, ein Architekt, den al-Molk beauftragt hatte. Ursprünglich für die Fürsten und Könige errichtet, dient er heute als botanischer Garten für die Universität von Schiras, des Weiteren als Sehenswürdigkeit und Erholungsort für Besucher. Das Gebäude ist für Besucher nicht zugänglich. Die gesamte Gartenanlage ist Teil des Projektes „Wiederaufbau und Wiederherstellung des Eram-Gartens“ der Universität von Schiras.